# Ратоут
Ратоут (на английски: Ratoath; на ирландски: Ráth Tó; на английски се изговаря [raː-touθ], най-близко до Раатоуд) е град в североизточната част на Ирландия. Намира се в графство Мийт на провинция Ленстър. Разположен е на около 22 km на север от столицата Дъблин и на около 25 km на юг от административния център на графството град Наван. Поради близостта му със столицата Дъблин е претърпял голям демографски ръст като през 1996 г. населението му е било 3064 жители, а след преброяването през 2006 г. е 7249 жители. 